# Route nationale 732
Die Route nationale 732, kurz N 732 oder RN 732, war eine französische Nationalstraße, die von 1933 bis 1973 zwischen Cognac und Cozes verlief. Ihre Länge betrug 47 Kilometer.